# Mexisten

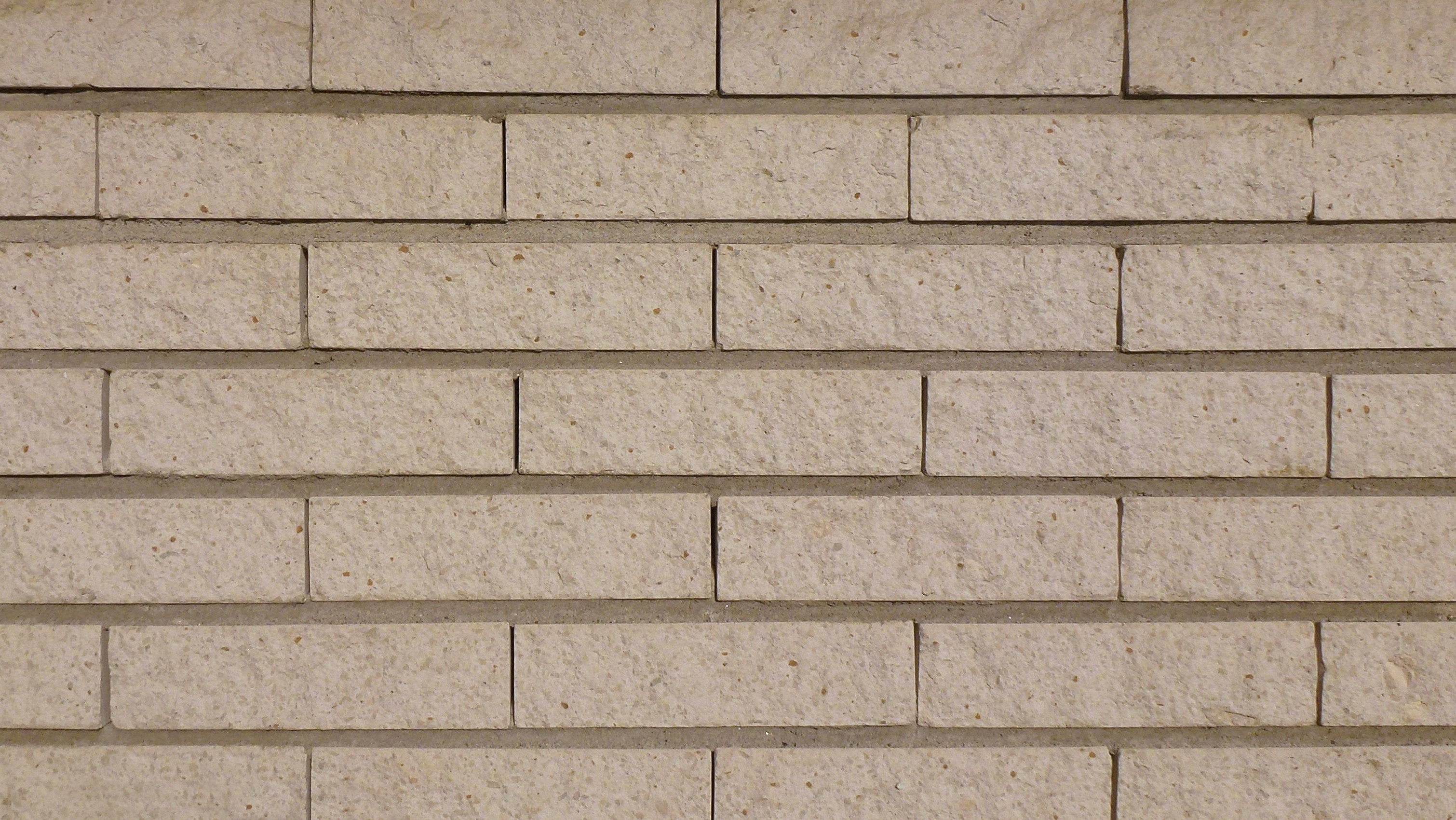
Fasad av rakhuggen, vit mexisten.

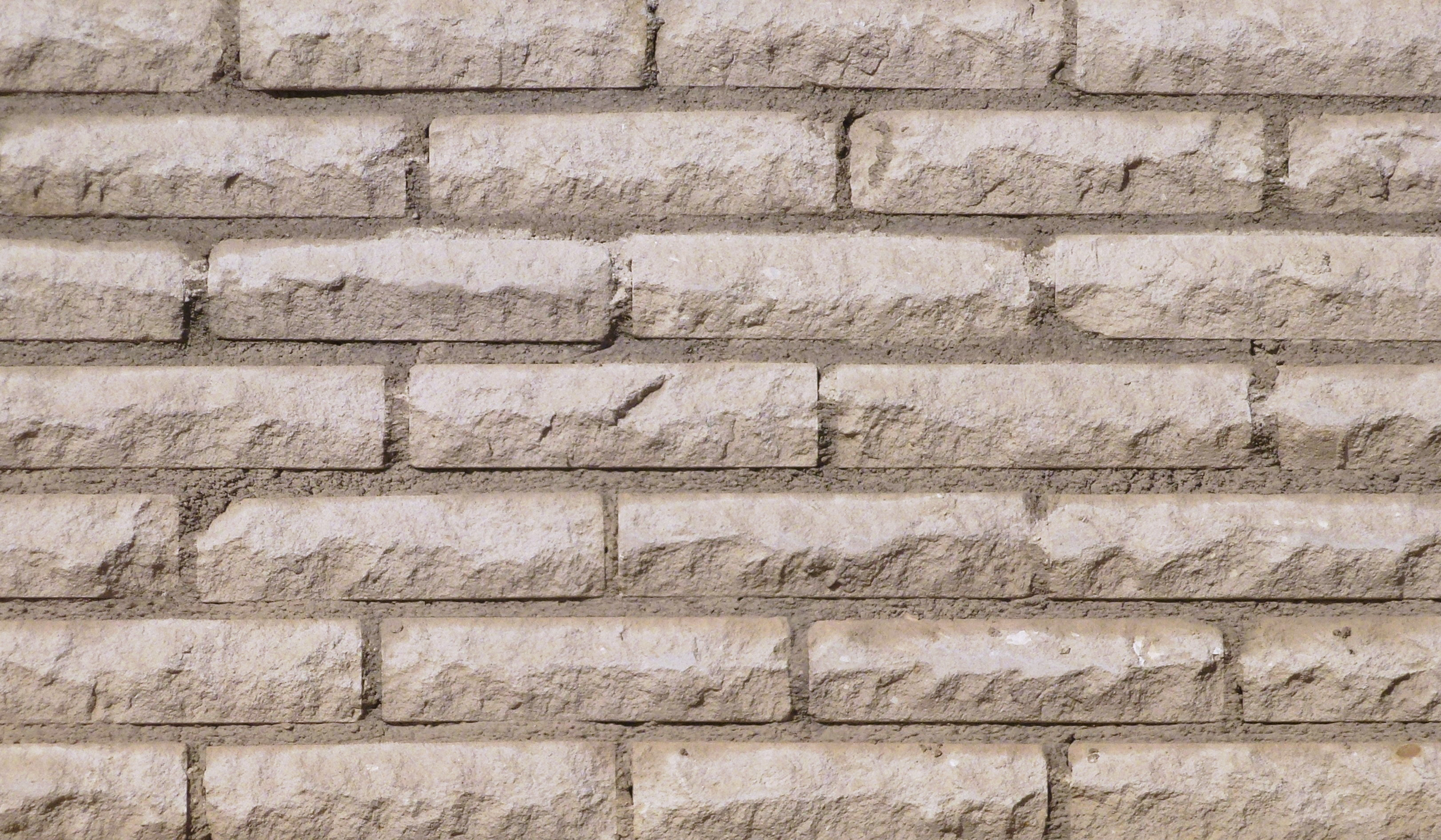
Fasad av rundhuggen, vit mexisten.

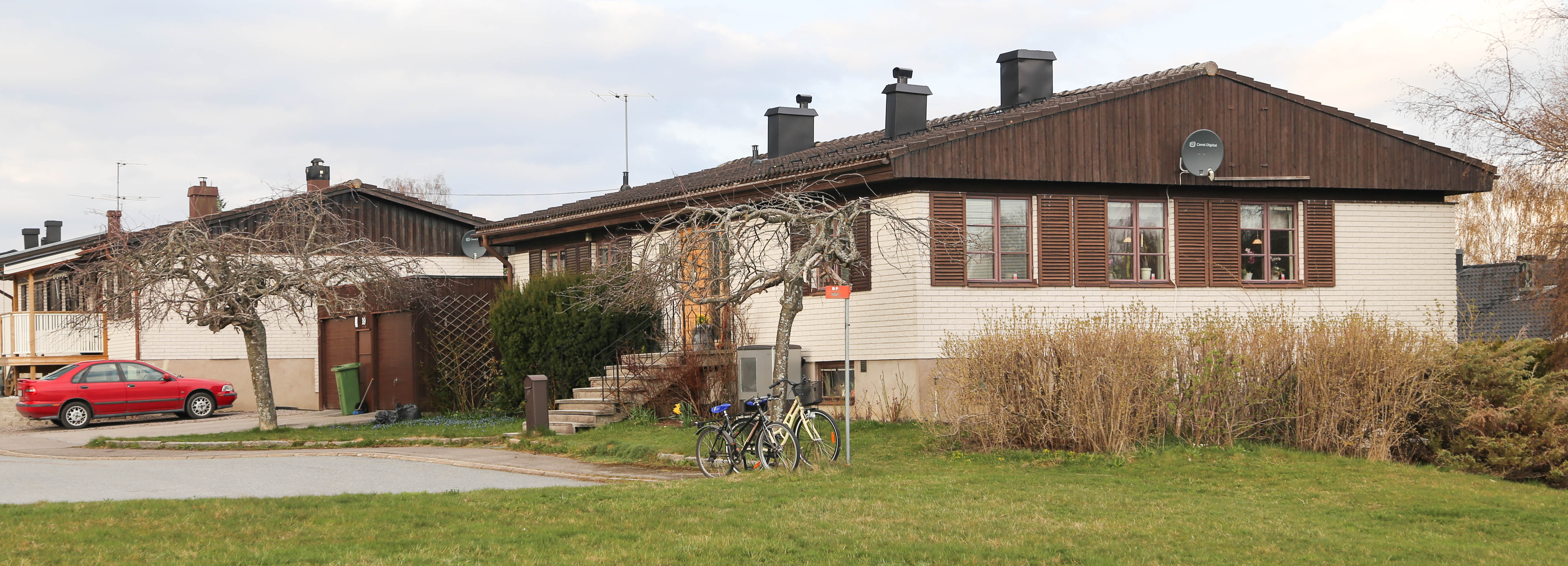
Svenska småhus i mexitegel från 1970-talet

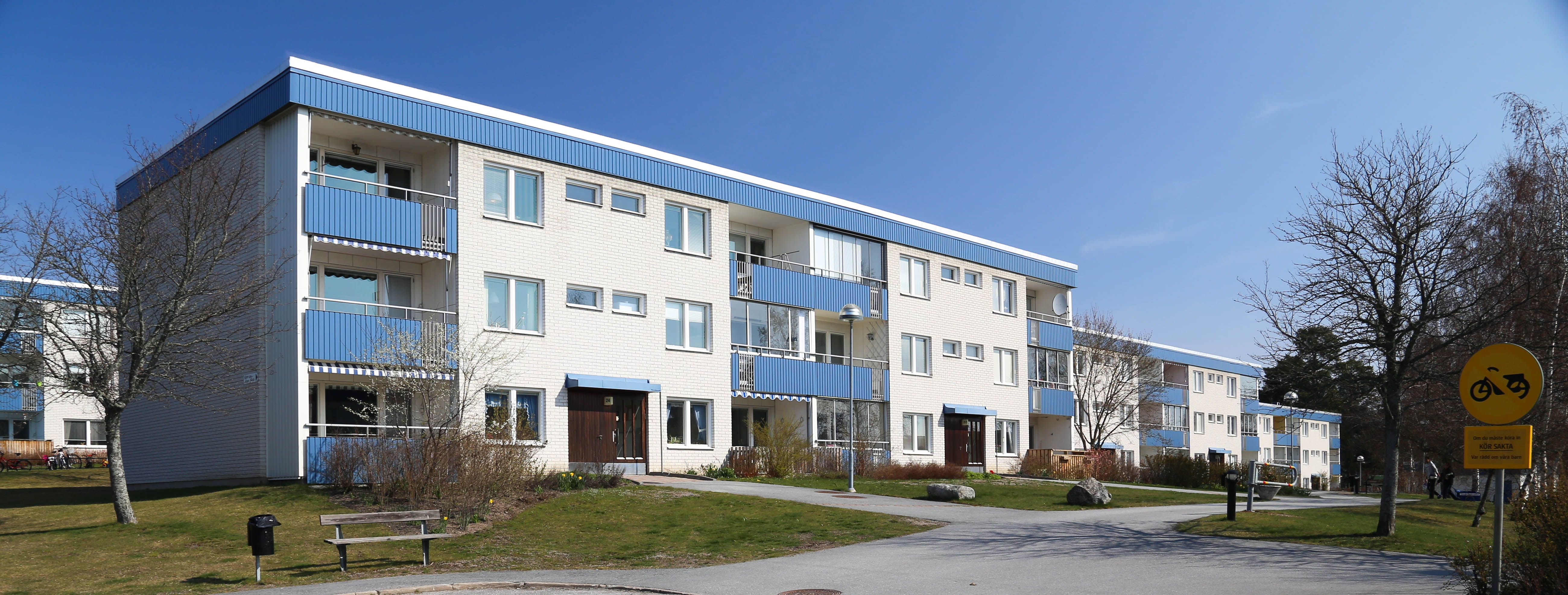
Bostadsområde byggt av rakhuggen mexisten, i början av 1970-talet.

Mexisten, eller mexitegel, är en fabricerad kalksandsten, eller ett kalkcementtegel, som främst används till beklädnad av fasader och dekorativa detaljer. Mexisten var ett varumärke inom Yxhult-koncernen.

## Historik
Metoden att tillverka kalksandsten uppfanns på 1880-talet, och i början av 1900-talet tillverkades 3 miljoner sten i Sverige. 
Tillverkning av Yxhults mexisten startade 1965 av Svenska Skifferolje AB (SSAB) i Kvarntorp som ett underhållsfritt och frostbeständigt fasadmaterial och blev populärt under den senare delen av 1960-talet och under 1970-talet. Vid mitten av 1970-talet var försäljningen som störst i Sverige med omkring 100 miljoner stenar, varav Yxhult levererade drygt två tredjedelar. Tillverkningen av kalksandsten i Sverige har upphört.

## Namnet mexisten
Från 1960-talet hade reguljära flygresor från Sverige till Spanien och Kanarieöarna blivit populära, vilket hade lett till intresse för ibero-spansk-inspirerad estetik hos svenska villa- samt radhusägare. Yxhult-koncernens dåvarande VD Sten Wallin den äldre tog initiativ till att med utgångspunkt i detta ge företagets tegelsten namnet mexisten. Det antyds ofta att namnet har koppling till de olympiska spelen i Mexico 1968, men detta har dementerats av reklambyrån A-byrån, som tog fram produktnamnet.

## Tillverkningsprocess
Vid tillverkning av mexisten användes i Kvarntorp kalksandsten, som bröts i gruvor 40 meter under jord. Av denna gjordes en massa som pressades i formar och utsattes för högt ångtryck för att sedan huggas till tegelstensmått. Mexisten har ofta samma funktion som murtegel. Den finns som slät, rakhuggen eller rundhuggen fasadsten. Rundhuggen mexisten började tillverkas 1972. Kulörerna på stenen varierar, beroende på råmaterial och pigment. Från 1976 fanns även kulörerna ängsgul, hedbrun, strandbrun, gammelrosa och fjällgrå.